# Volkert Merl
Volkert Merl (* 10. Februar 1944 in Erfurt) ist ein ehemaliger deutscher Automobilrennfahrer.

## Karriere
Volkert Merl begann Mitte der 1970er Jahre seine Rennfahrerkarriere im Tourenwagenmotorsport. Nach den ersten gesammelten Erfahrungen mit Opel- und Alfa-Romeo-Rennwagen stieg er auf Porsche um.
1976 und 1977 startete er mit einem Porsche 934 in der Deutschen Rennsport-Meisterschaft (DRM) und im Deutschen Automobil-Rundstrecken-Pokal (DARM). 1976 konnte er seinen ersten Sieg beim DARM-Rennen in Ulm verzeichnen.
Von 1978 bis 1981 fuhr Merl mit Porsche 935-Rennwagen verschiedener Teams in der 1. Division der DRM. Nach der Saison 1978 mit Konrad-Racing fuhr er bis 1983 durchgängig mit dem Joest-Racing-Team. 1982, nach Änderung des Reglements auf Gruppe 6- und Gruppe-C-Rennwagen, wechselte er auf einen Porsche 908/3 Turbo und Porsche 936C. In den Rennen erreichte er viele Platzierungen unter den besten Zehn und konnte sich im Gesamtergebnis 1980 den 4. Platz und 1982 den 5. Platz sichern. Seine letzte DRM-Rennsaison bestritt er 1983 überwiegend mit einem Porsche 956 und erreichte dort mit einem Vize-Meistertitel sein bestes Gesamtergebnis in dieser Rennserie.
Die ersten Langstreckenrennen in der Sportwagen-Weltmeisterschaft fuhr er 1977 zum Ende der Saison mit dem Kremer-Racing-Team auf einem 934/5 und 935. Ein Jahr später saß er für Konrad-Racing in einem Porsche-Cockpit.
1979 nach dem Wechsel zu Joest fuhr er bis 1982 im Porsche 935/77A und Porsche 935 J in der Gruppe 5 und im Porsche 908/3 Turbo in der Gruppe 6 der Markenweltmeisterschaft. Dabei konnte er mit Reinhold Joest 1979 einen Sieg beim 6-Stunden-Rennen von Dijon und beim 6-Stunden-Rennen von Brands Hatch einfahren. Seinen bedeutendsten Langstrecken-Sieg feierte er 1980 beim 24-Stunden-Rennen von Daytona, das er zusammen mit Reinhold Joest und Rolf Stommelen in einem Porsche 935 J für sich verzeichnen konnte. Die Rennsaisons der Sportwagen-Weltmeisterschaft 1983 und 1984 fuhr er mit einem Porsche 956.
Von 1980 bis 1982 startete Merl auch in der Interserie. Dort fuhr er mit einem 908/3 Turbo und später auch mit einem Porsche 936C regelmäßig in die Punkteränge und auf Siegplätze. 1980 war mit dem Titelgewinn seine erfolgreichste Interseriensaison. Sein letztes Rennen bestritt er 1984 im Interserien-Rennen in Most, bei dem er auf den dritten Gesamtplatz fuhr.
Merl fuhr insgesamt dreimal bei den 24-Stunden-Rennen von Le Mans. 1980 startete er mit den Fahrer-Kollegen Claude Haldi und Bernard Béguin im Porsche 935/77A in der Gruppe 5, musste jedoch wegen Motorproblemen vorzeitig aufgeben. Bei seinem zweiten Start 1983 mit Clemens Schickentanz und Mauricio de Narváez im Porsche 956 hatte er mehr Erfolg und erreichte den vierten Gesamtplatz. Ein Jahr später konnte er mit Dieter Schornstein und Louis Krages („John Winter“) einen fünften Rang in der Gesamtwertung feiern.

## Statistik

### Le-Mans-Ergebnisse
| Jahr | Team                    | Fahrzeug        | Teamkollege          | Teamkollege         | Platzierung | Ausfallgrund |
| ---- | ----------------------- | --------------- | -------------------- | ------------------- | ----------- | ------------ |
| 1980 | Meccarillos Racing      | Porsche 935/77A | Claude Haldi         | Bernard Béguin      | Ausfall     | Motorschaden |
| 1983 | Joest Racing            | Porsche 956     | Clemens Schickentanz | Mauricio de Narváez | Rang 4      |              |
| 1984 | Schornstein Racing Team | Porsche 956     | Dieter Schornstein   | Louis Krages        | Rang 5      |              |